# Filip Vujanović
Filip Vujanović (en monténégrin cyrillique : Филип Вујановић), né le 1er septembre 1954 à Belgrade, est un homme d'État monténégrin issu du Parti démocratique socialiste du Monténégro (DPS).
Avocat formé à la faculté de droit de l'université de Belgrade, il devient ministre de la Justice en 1993 puis ministre de l'Intérieur deux ans plus tard.
En 1998, l'homme fort du DPS Milo Đukanović le nomme Premier ministre du Monténégro, après avoir été élu président de la République. Vujanović mène son parti à la victoire aux élections législatives qui se tiennent quelques semaines plus tard, puis forme un gouvernement minoritaire après le scrutin de 2001. En novembre 2002, après de nouvelles élections anticipées, il prend la présidence du Parlement.
C'est à ce titre qu'il devient chef de l'État par intérim. Il se présente ensuite à l'élection présidentielle, dont le résultat sera invalidé deux fois faute d'une participation suffisante. Il est finalement élu président de la République en mai 2003 puis devient président du Monténégro en 2006 à l'indépendance du pays, étant réélu à son poste en 2008 puis 2013.

## Biographie

### Formation et vie professionnelle
Il étudie le droit à la faculté de droit de l'université de Belgrade, où il est diplômé en 1978. Il passe les trois années suivantes au parquet de Belgrade comme collaborateur.
Il est nommé en 1981 secrétaire judiciaire du tribunal de première instance de Titograd, en république socialiste du Monténégro. Il devient finalement avocat en 1982.

### Ministre
Désormais membre du DPS, il est nommé en mars 1993 ministre de la Justice du Monténégro, à 38 ans dans le gouvernement de Milo Đukanović. Il est promu au bout de deux ans au poste de ministre de l'Intérieur.

### Aux plus hautes fonctions
À la suite de l'élection présidentielle de 1997, Đukanović accède aux fonctions de président de la République le 15 janvier 1998. Trois semaines plus tard, Filip Vujanović est investi à 43 ans Premier ministre du Monténégro. Il se maintient au pouvoir à la suite des élections législatives du 31 mai, au cours desquelles la coalition formée autour du Parti démocratique socialiste remporte 42 députés sur 78.
Il perd sa majorité absolue à l'occasion des élections législatives anticipées du 22 avril 2001 avec 36 sièges sur 77. Il assure toutefois sa reconduction pour un troisième mandat après avoir formé un gouvernement minoritaire bénéficiant du soutien sans participation de l'Alliance libérale du Monténégro (LSCG).
Le 9 avril 2002, les Parlements serbe et monténégrin ratifient la création de la Communauté d'États de Serbie-et-Monténégro, qui succède à la Yougoslavie. Quatre de ses ministres indépendantistes quittent leurs fonctions et lui-même démissionne le 19 avril, une décision approuvée le 22 mai par le Parlement. Les élections législatives anticipées du 20 octobre 2002 donnent à la coalition du DPS une majorité absolue de 39 parlementaires sut 75. Le 5 novembre suivant, il devient président du Parlement du Monténégro.

### Président du Monténégro

#### Par intérim
Près de deux mois de la fin de son mandat, Milo Đukanović démissionne de la présidence de la République le 25 novembre 2002 en vue de reprendre la direction du gouvernement. En application de la Constitution, Vujanović lui succède à titre provisoire.

#### Élections présidentielles de 2002-2003
Le Parti démocratique socialiste en fait alors son candidat à l'élection présidentielle du 22 décembre. Au soir du scrutin, il remporte 85,8 % des suffrages exprimés mais le résultat n'est pas validé, la participation étant inférieure à 50 %. Une nouvelle élection est convoquée le 9 février 2003, où il récolte 84,8 % des voix avec 46,6 % de votants.
Le Parlement abolit alors le plancher de participation et un troisième scrutin se tient le 11 mai. Il l'emporte avec 64,2 %, la participation atteignant 48,4 % des inscrits. Il démissionne de ses fonctions parlementaires huit jours plus tard.

#### Premier mandat
Le 22 mai 2003, Filip Vujanović est investi président de la République à l'âge de 48 ans .

#### Second mandat
À la suite de la déclaration d'indépendance du Monténégro le 3 juin 2006 et l'adoption d'une nouvelle Constitution, le titre de la fonction est raccourci en président du Monténégro. Vujanović nomme le 10 novembre suivant Željko Šturanović, issu du DPS, au poste de Premier ministre sur recommandation de Đukanović. Toutefois, il rappelle ce dernier dans ces fonctions en février 2008 du fait des ennuis de santé de Šturanović.
Quelques semaines plus tard, il postule à un nouveau mandat lors de l'élection présidentielle du 6 avril. Il prête serment le 20 mai 2008. Il s'impose avec 51,9 % des suffrages dès le premier tour. Après que Đukanović a de nouveau renoncé à ses fonctions le 21 décembre 2010, il le remplace par le vice-Premier ministre Igor Lukšić. Le DPS remporte de nouveau les élections législatives le 14 octobre 2012 et Milo Đukanović est rappelé dans ses fonctions.

#### Troisième mandat
Dans la perspective de l'élection présidentielle du 7 avril 2013, il est de nouveau investi par le Parti démocratique socialiste. Bien que la Constitution interdise au président d'accomplir plus de deux mandats, la Cour constitutionnelle valide sa candidature en jugeant que son premier mandat ne peut être pris en compte car obtenu sous l'empire d'un autre texte constitutionnel. Il est réélu à la présidence du pays avec 51,2 % des voix et 7 000 voix d'avance sur son unique adversaire Miodrag Lekić. Il prête serment le 20 mai 2013.
Le 9 novembre 2016, après une nouvelle renonciation de Đukanović, il confie à Duško Marković, vice-président du DPS, vice-Premier ministre et ancien chef des services secrets, le soin de former le nouveau gouvernement. Ce dernier est investi 18 jours plus tard par le Parlement.

### Vie privée
Il est marié et père de trois enfants.